# Garve
Garve är en by i Highland i Skottland. Byn är belägen 16 km 
från Dingwall. Orten har 304 invånare (2011).